# Rosyjski Bank Handlu Zagranicznego

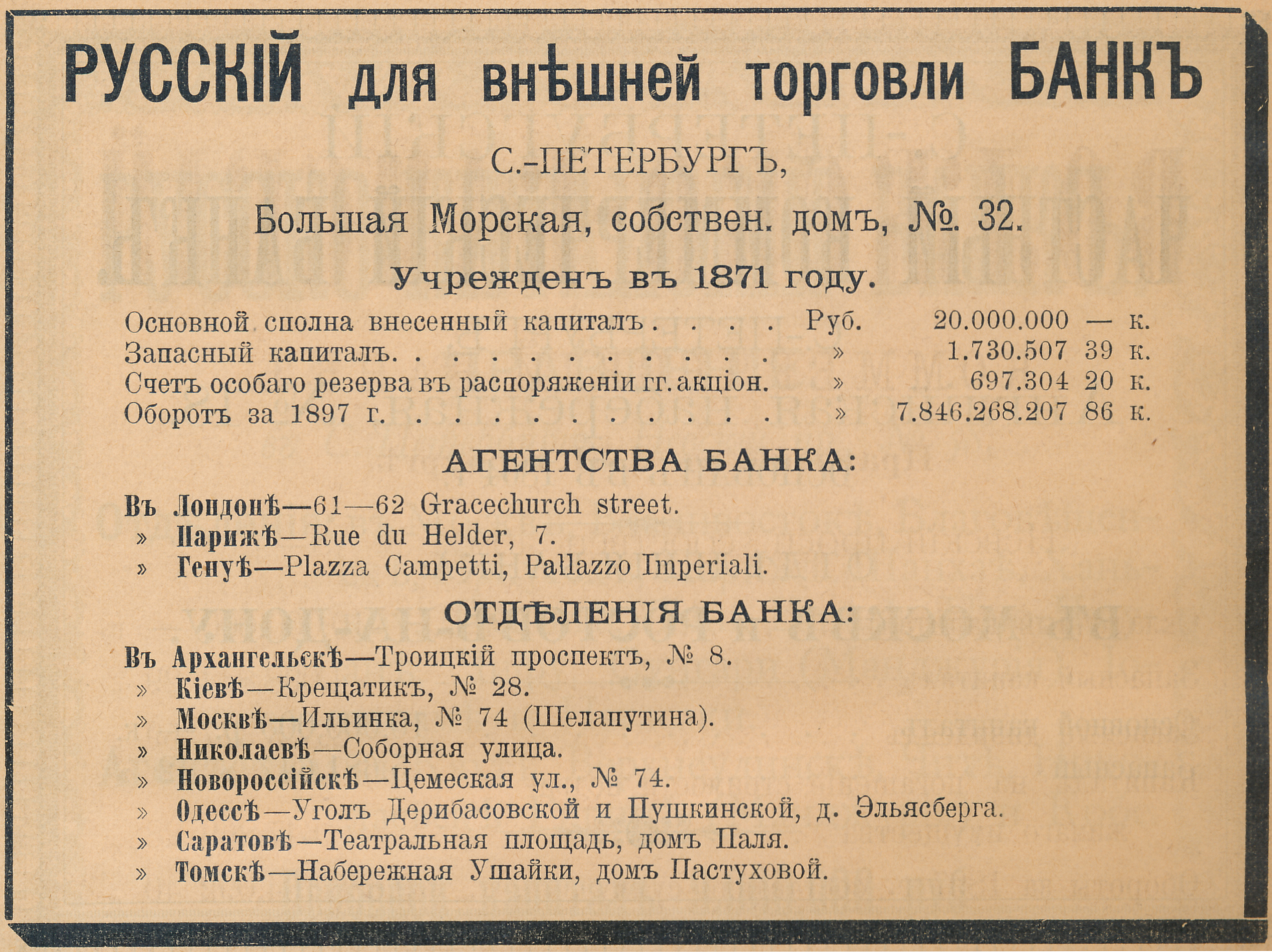
Reklama banku w książce adresowej „Весь Петербург” (1899)

Rosyjski Bank Handlu Zagranicznego (ros. Русский для внешней торговли банк) – jeden z największych ówcześnie banków rosyjskich (1871-1917), drugi przed końcem działalności.

## Historia
Założony m.in. przez Deutsche Bank, domy bankowe E.M. Meyer & Co., Wieneken & Co., I.E. Ginzburg, Leon Rosenthal, Thomson Bonar and Co., dom handlowy Bracia Eliseev (Братья Елисеевы), dom handlowy Vogau & Co., a także domy handlowe w Odessie, Rydze, Warszawie, Taganrogu i Archangielsku. Bank dysponował przedstawicielstwami zagranicznymi – w Londynie, Paryżu, Genui i Konstantynopolu, od 1893 również krajowymi, łącznie 111 placówkami.
Bank współfinansował m.in. zakłady Sormowo, Dwigatel, Towarzystwo Elektrycznego Oświetlenia 1886 roku (Общество электрического освещения 1886), Kijowski Zakład Budowy Maszyn (Киевский машиностроительный завод) i Elektrosiła, przemysł cukrowniczy oraz handel.
W latach 1914–1917 szefem banku był były dyrektor biura kredytowego Ministerstwa Finansów L.F. Dawidow, przewodniczącym rady banku b. minister handlu i przemysłu W.I. Timiriazew. W 1917 w skład Rady weszli b. premier Władimir Kokowcow i b. minister spraw zagranicznych N.N. Pokrowski.
W 1917 posiadaczem pakietu kontrolnego akcji był Karol Jaroszyński – proaliancki finansista, główna postać i rzecznik tzw. „intrygi bankowej” w Rosji. Jej celem było finansowe wsparcie przez aliantów sił antybolszewickich w Rosji.

## Siedziba
Siedziba mieściła się w Petersburgu w wybudowanym w latach 1887–1888 budynku (proj. W.A. Szreter) przy ul. B. Morskiej 32 (Большая Морская ул.).